# 대한민국 민법 제566조
대한민국 민법 제556조는 매매계약의 비용의 부담에 대한 민법 채권법 조문이다.

## 조문
제566조(매매계약의 비용의 부담) 매매계약에 관한 비용은 당사자 쌍방이 균분하여 부담한다.

第566條(賣買契約의 費用의 負擔) 賣買契約에 關한 費用은 當事者 雙方이 均分하여 負擔한다.

## 참고 문헌
- 오현수, 일본민법, 진원사, 2014. ISBN 978-89-6346-345-2
- 오세경, 대법전, 법전출판사, 2014 ISBN 978-89-262-1027-7
- 이준현, LOGOS 민법 조문판례집, 미래가치, 2015. ISBN 979-1-155-02086-9